# Berlesezetes peruensis
Berlesezetes peruensis är en kvalsterart som först beskrevs av Hammer 1961.  Berlesezetes peruensis ingår i släktet Berlesezetes och familjen Microzetidae. Inga underarter finns listade.